# Czerwonka (powiat słupecki)
Czerwonka – osada w Polsce położona w województwie wielkopolskim, w powiecie słupeckim, w gminie Słupca. Miejscowość wchodzi w skład sołectwa Kąty.
W latach 1975–1998 miejscowość administracyjnie należała do województwa konińskiego.